# Siêu chiến binh (phim)
Siêu chiến binh (tiếng Nga: Защитники Zaschitniki, tiếng Anh: Guardians) là một bộ phim thể loại siêu anh hùng của Điện ảnh Nga được công chiếu vào năm 2017, được đạo diễn bởi Sarik Andreasyan với các diễn viên Sebastien Sisak, Anton Pampushnyy, Sanzhar Madiyev, Alina Lanina, Valeriya Shkirando và Stanislav Shirin. Phim kể về câu chuyện của một đội người hùng Xô viết trong thời kỳ chiến tranh lạnh. Các thành viên trong đội mang quốc tịch khác nhau của Liên Xô. Nhân vật phản diện chính mang quốc tịch Liên Xô. Phim này là một trong những điểm nhấn của điện ảnh Nga trong việc lấn sân vào thể loại hành động siêu anh hùng, dù vậy nó gặp phải sự phê bình mạnh mẽ của truyền thông Nga. Phim thu hút lượt người xem đông đảo trong tuần đầu ra mắt nhưng lại giảm đáng kể tới 90% trong tuần tiếp theo.

## Nội dung
Phim đặt ra giả thiết rằng cuối năm 1945, khi Thế chiến thứ hai vừa kết thúc, nhà lãnh đạo Joseph Stalin của Liên bang Xô Viết đã quyết định thành lập Hội Ái Quốc ("Patriot") là một tổ chức nghiên cứu quốc phòng tối mật hoạt động dưới sự chỉ đạo của Lavrenty Pavlovich Beria. Beria sau đó đã bí mật mở 18 phòng thí nghiệm gen, trong đó có 3 khu được đặt ở Nga, số còn lại được phân bổ đều khắp Liên bang Xô Viết. Các phòng thí nghiệm này sẽ cạnh tranh với nhau và tận dụng mọi phương pháp, kể cả trái luật, để trở thành cơ sở đầu tiên có thể chế tạo ra các siêu chiến binh. Tổ chức có nhiệm vụ tiến hành nghiên cứu nhằm biến đổi những người bình thường thành siêu chiến binh, nhằm ngăn chặn hiểm họa có thể đến từ các thế lực thù địch phương Tây.
Thời gian trôi qua, dự án này dường như không mang lại bất cứ một lợi ích kinh tế nào. Chính vì lý do đó, Beria đã nhiều lần đề xuất xóa sổ dự án. Khi Stalin qua đời vào mùa xuân năm 1953, Nikita Khruschev được đưa lên nắm quyền. Khruschev suýt cho đóng cửa dự án "Hội Ái quốc" thì phòng thí nghiệm Moscow đã thực hiện thành công một số thí nghiệm và tạo ra 4 siêu chiến binh: Khan, Ler, Arsus cùng Xenia với những siêu năng lực đặc biệt khiến cho tất cả mọi người phải kinh ngạc. Nhận thấy sức mạnh tiềm tàng bất khả chiến bại của những "sản phẩm" mới, Khruschev quyết định tiếp tục duy trì hoạt động của dự án và thành lập một đội quân gồm các siêu chiến binh với tên gọi Guardians.
Đến một ngày, khi quân đội Nga đang tiến hành hoạt động thử nghiệm các loại vũ khí tự động mới thì họ bất ngờ bị tấn công bởi một thế lực bí ẩn có khả năng chiếm quyền điều khiển mọi loại vũ khí từ xa. Sau khi điều tra, quân đội phát hiện ra kẻ đứng đằng sau sự việc là August Kuratov - một nhà khoa học từng làm việc cho Hội Ái quốc. Trong thời kỳ công tác cho Hội Ái quốc, Kuratov từng góp phần tạo ra nhiều thử nghiệm thành công, đồng thời tự biến mình thành siêu nhân có năng lực điều khiển vũ khí tự động bằng ý chí. Nhận thấy âm mưu bá chủ của hắn, chính phủ Nga quyết định tái khởi động Hội Ái quốc và tiến hành truy tìm những thử nghiệm thành công trước kia, nhằm tập hợp thành một biệt đội siêu chiến binh có đủ năng lực ngăn chặn kẻ thủ ác.
Nhiệm vụ của đội Guardians là tấn công phòng thí nghiệm của Kuratov bên trong nhà máy cũ, nhưng họ bị bắt giữ. Kuratov đề nghị họ tham gia cùng hắn nhưng họ từ chối. Kuratov nhốt đội Guardians trong lực từ trường và làm Ler bị thương. Hắn đến một cơ sở quân sự và điều khiển những chiếc xe tăng và xe thiết giáp tiến hành xâm lược Moscow. Hắn dùng tháp Ostankino và tháp Liên bang để thực hiện dự án Module-2. Kuratov sẽ chuyển tín hiệu qua vệ tinh cũ của Liên Xô, gửi đến mọi vệ tinh bao quanh Trái Đất, từ đó kiểm soát tất cả công nghệ trên thế giới. Hắn dùng lực từ trường để bảo vệ tòa tháp và phá hủy vài chiếc máy bay được quân đội cử đến ngăn chặn mình.
Thiếu tá Elena Larina giúp đội Guardians thoát khỏi phòng thí nghiệm của Kuratov. Cô chọn người đối thủ cũ của Kuratov để học một trong những bản sao của Kuratov. Không may, Kuratov đã thả khí độc ra để giết ông ta. Đội Guardians tập luyện trong cơ sở của Hội Ái quốc và được tặng trang phục và vũ khí mới.
Đội Guardians tiến về Moscow, tiêu diệt nhiều lính của Kuratov cũng như dập tắt lực từ trường của hắn. Khi lên tòa tháp, đội Guardians chiến đấu với Kuratov nhưng không thể hạ gục hắn. Khan dùng khả năng siêu tốc độ của mình để cột dây vào người cả đội và gắn dây lên chiếc máy bay trên trời để giúp cả đội chạy thoát. Đội Guardians sau đó rơi xuống dòng sông. Để tiêu diệt Kuratov, cả đội chỉ còn cách kết hợp năng lượng của họ, nhưng việc này sẽ gây nguy hiểm đến mạng sống của họ. Không còn lựa chọn nào khác, đội Guardians kết hợp năng lượng rồi bắn nguồn năng lượng cực mạnh về phía tòa tháp, khiến nó sụp đổ và giết chết Kuratov.
Đội Guardians muốn trở về với cuộc sống bình thường của họ, họ cũng cân nhắc về việc tiếp tục phục vụ Hội Ái quốc. Khi họ bỏ đi, Elena nói rằng cơ quan của cô đã tìm được những siêu chiến binh khác. Trong phần cảnh hậu danh đề, Elena tấn công một người lính sau khi xe của anh ta dừng lại. Khi cô hỏi người lính, anh ta trả lời rằng "Ferrum" đã cử anh ta đến.

## Nhân vật
- Ler (Lernik Oganesyan) là một người Armenia, cựu vận động viên, cựu đô vật. Cơ thể mạnh mẽ, cùng với thể lực vượt lên ngoài mong đợi. Sức mạnh của anh nằm ở đôi tay. Anh có thể nâng bổng một con voi bằng một tay hay đấm thủng tường, và dùng những tảng đá để hạ gục đối thủ.
- Arsus là một nhà khoa học với niềm đam mê dành cho sinh học, đặc biệt là công nghệ gen, anh đã vô tình bị đưa vào chương trình thí nghiệm và trở thành một sinh vật nửa người nửa gấu. Trong bộ dạng của một con thú, Arsus không thể nói chuyện, nhưng bù lại, tiếng gầm của anh có khả năng làm tê liệt con người và khiến họ mất ý thức. Đồng thời khi hóa thú, anh có thể giao tiếp với động vật (chim, cá, côn trùng), đưa chúng vào các trận chiến hay những tình huống cần thiết. Sở hữu một sức mạnh lớn lao, Arsus nắm ưu thế hoàn toàn trong những pha cận chiến.
- Khan (tên thật là John Doe) là người Kazakhstan. Với chiều cao lên tới 1,85 m và cơ thể mảnh khảnh, không ai có thể tin được Khan đã bước sang độ tuổi 40. Luôn bình tĩnh và kiên định, Khan luôn đặt danh dự bản thân lên hàng đầu. Anh có thể sử dụng thành thạo mọi loại vũ khí có cạnh sắc nhọn, thuần thục các môn võ (kể cả các môn mới như parkour) và có khả năng di chuyển nhanh như điện ở một khoảng cách ngắn.
- Xenia là nữ nhân vật trong siêu anh hùng, cô có thể biến hóa khôn lường trong mọi môi trường là nhờ những khả năng vượt trội khi cô tham gia tập luyện cho kỳ thi thể thao Olympic. Với chiều cao 1,75 m, dáng người mảnh mai cùng làn da sáng như ngọc trai và mái tóc dài vàng óng, trông Xenia thực sự rất quyến rũ. Đặc biệt, cô không bị ảnh hưởng bởi sự thay đổi của nhiệt độ, kể cả là lạnh -40 °C hay nóng 50 °C. Cô có thể bơi lội dễ dàng trong nước, mà không cần lấy hơi, cơ thể thậm chí không cần đến oxy.

## Nhận xét

### Khen ngợi
Siêu chiến binh hội tụ đầy đủ yếu tố tiềm năng để trở thành một tác phẩm ăn khách như cốt truyện có phần thú vị, kỹ xảo xuất sắc, nhân vật đa dạng, thú vị. Tác phẩm có kinh phí chỉ vỏn vẹn 5 triệu USD là một minh chứng cho thấy không phải cứ cần có thật nhiều tiền mới có thể tạo ra được những bộ phim siêu anh hùng tầm cỡ, từ đó cho thấy, các nhà làm phim Nga đang ngày càng chứng tỏ được vị thế của mình trong nền điện ảnh thế giới.
Về cơ bản, Siêu chiến binh sở hữu câu chuyện phim đơn giản, khuôn mẫu và dễ hiểu đối với bất cứ lứa tuổi khán giả như một kẻ ác có năng lực đặc biệt xuất hiện với mưu đồ bá chủ thế giới, và những người hùng được tập hợp lại để ngăn chặn mưu đồ đó. Với lý tưởng người hùng tiêu diệt cái ác thông suốt từ đầu đến cuối tác phẩm, cũng không hề có thêm bất cứ ẩn ý hay góc nhìn nào mới mẻ, độc đáo, ai cũng có thể theo dõi và hiểu hết mọi thứ diễn ra, có thể coi là quyết định hợp lý của nhà sản xuất. Văn hóa Nga vốn khá xa lạ với siêu anh hùng, còn đa số các tác phẩm cùng thể loại của Hollywood được chuyển thể từ nguồn tư liệu truyện tranh đa dạng, phong phú và quen thuộc.
Siêu chiến binh được xây dựng với câu chuyện và nhân vật hoàn toàn mới, nguyên gốc. Việc duy trì cốt truyện đơn giản giúp nhà sản xuất kiểm soát tác phẩm của mình tốt và an toàn hơn, cũng như dễ thu hút khán giả đại chúng. Phát triển câu chuyện dựa trên trí tưởng tượng phong phú, ê kíp làm phim muốn tạo ra những triết lý riêng để khác biệt so với các phim nước ngoài tương tự. Các nhân vật sẽ phải đối mặt với mọi bước ngoặt của cuộc đời, rồi họ cứu thế giới. Các nhân vật đều được xây dựng một cách có chiều sâu, bồi đắp thêm bởi những kỹ xảo ấn tượng và cách thiết kế trang phục, bối cảnh công phu, để cùng tạo nên một tác phẩm điện ảnh đã mắt, đã tai mà vẫn chứa đựng nhiều ý nghĩa đáng suy ngẫm.
Về phần hiệu ứng hình ảnh và kỹ xảo, Siêu chiến binh là tác phẩm thuộc dòng siêu anh hùng của điện ảnh Nga, với hàng loạt hình ảnh kỹ xảo như Hollywood, bộ phim lập tức gây chú ý với giới hâm mộ điện ảnh bằng hàng loạt đoạn phim giới thiệu ấn tượng, chất lượng kỹ xảo không hề thua kém nhiều bom tấn Hollywood. Với kinh phí thực hiện khiêm tốn so với các tác phẩm cùng thể loại đến từ Hollywood, khán giả phải công nhận nỗ lực đáng khen ngợi của nhà sản xuất trong việc đem đến cho khán giả những khung hình tốt nhất có thể.
Từ những đại cảnh với nhiều công trình kiến trúc hoành tráng, hay các loại khí tài quân sự giả tưởng của tương lai, cho đến hiệu ứng sức mạnh của nhóm siêu anh hùng đều được thể hiện trên màn ảnh khá kỹ lưỡng, chân thực và đẹp mắt. Cũng nhờ kỹ xảo, bộ phim dễ dàng khắc họa khả năng phi thường của nhóm nhân vật siêu chiến binh: từ khả năng tàng hình trong nước của Xenia (Alina Laninac), đến siêu tốc độ của Khan (Sanzhar Madiev) và khả năng điều khiển đất đá của Ler (Sebastien Sisak).
Đặc biệt hơn cả có lẽ là khả năng hóa gấu của Ursus (Anton Pampushnyy). Năng lực ấy trở thành điểm nhấn thú vị bởi hình ảnh một con gấu vác súng máy đi tiêu diệt kẻ ác trên màn ảnh là điều không thường thấy. Dù phần hiệu ứng hình ảnh của bộ phim vẫn còn một số hạn chế có thể dễ dàng nhận ra. Chẳng hạn như cử động của Ursus trong hình dạng người gấu còn khá thô cứng, các đòn tấn công còn thiếu lực, chưa thực tế.

### Phê bình
Phim mang đến nhiều trailer ấn tượng, để rồi gây ra thất vọng cho khán giả bởi sự yếu kém về nhiều mặt, dù sở hữu phần hiệu ứng hình ảnh ấn tượng, cùng các nhân vật có siêu năng lực độc đáo, Siêu chiến binh lại vấp phải rất nhiều vấn đề khiến chất lượng toàn tác phẩm suy giảm. Siêu chiến binh là một tác phẩm gây ra nhiều tiếc nuối của nền điện ảnh Nga hiện đại, đây là một dự án được đầu tư nghiêm túc, nhiều tiềm năng, với ý tưởng nhân vật độc đáo và chất lượng hình ảnh đáng khen so với khoản ngân sách hạn chế nhưng nhà sản xuất chịu đầu tư hơn cho kịch bản, thay vì chỉ chạy theo kỹ xảo hào nhoáng bên ngoài, thì bộ phim sẽ thành công hơn.
Đơn giản hóa tối đa cốt truyện, ê-kíp biên kịch cắt xén kịch bản của bộ phim làm Siêu chiến binh có phần kịch bản quá nghèo nàn, với nhiều tình tiết ngớ ngẩn, vô lý, diễn ra lộn xộn như không chủ đích. Các sự kiện, diễn biến trong phim hầu như không có sự phát triển, xây dựng hợp lý, mà chỉ được nhắc đến sơ sài thông qua vài câu thoại khô cứng như học thuộc lòng
Toàn bộ sự kiện trong Siêu chiến binh diễn ra mà hầu như không có lý do, nguyên nhân thuyết phục, buộc khán giả phải chấp nhận tất cả như sự thật hiển nhiên. Phần kịch bản nghèo nàn khiến nhóm nhân vật trong phim, cả phe chính diện lẫn phản diện, trở nên nông cạn và nhạt nhẽo. Quá khứ bi thương của họ được nhắc đến theo lối cẩu thả, khi đạo diễn lần lượt cho mỗi người khoảng 5 phút để đọc một bài diễn văn máy móc, nhàm chán, sáo rỗng về quá khứ bản thân.
Từ đầu đến cuối phim, không ai thể hiện được một chút cá tính đặc trưng nào, và ngay cả mục đích của mỗi cá nhân cùng chẳng hề rõ ràng, thuyết phục. Các siêu chiến binh giống như những cỗ máy chiến đấu vô hồn, còn kẻ phản diện chỉ là một gã bác học điên với mưu đồ thống trị thế giới đầy ấu trĩ và sơ hở. Siêu chiến binh không khác gì một bộ phim siêu nhân dành cho thiếu nhi, được thực hiện với tư duy của một đứa trẻ ưa thích siêu anh hùng đánh đấm, chứ không phải của một nhà làm phim thực thụ.
Phần chỉ đạo hành động của bộ phim cũng đáng tiếc. Hầu hết cảnh hành động đều diễn ra chóng vánh, đơn điệu và nhàm chán. Sở hữu kỹ năng siêu việt với rất nhiều tiềm năng để khai phá, nhưng nhóm nhân vật lại không có điều kiện để thể hiện chúng trên màn ảnh. Mỗi người chỉ có một vài phút để thể hiện năng lực bản thân với những pha cận chiến bình thường, kém sáng tạo. Đây là điều khó có thể chấp nhận đối với một tác phẩm giải trí lấy hành động làm trọng tâm.